# Bayerotrochus teramachii
Bayerotrochus teramachii is een slakkensoort uit de familie van de Pleurotomariidae. De wetenschappelijke naam van de soort is voor het eerst geldig gepubliceerd in 1955 door Kuroda.